# Rue Mascaron
Pour les articles homonymes, voir mascaron (homonymie).
La Rue Mascaron est une voie située dans le 6e arrondissement de Marseille. 

## Situation et accès
Elle va du cours Gouffé à la rue de Friedland.

## Origine du nom
Elle doit son nom à Antoine de Mascaron, fondateur en 1591 de la confrérie des pénitents du Saint-Nom de Jésus, plus connu sous le nom de Bourras. Charles de Casaulx lui confie la gestion de l’hôtel des monnaies. Un de ses fils, Pierre Mascaron crée la première imprimerie à Marseille. Un des descendants d’Antoine Mascaron est le prélat Jules Mascaron, prédicateur de renom.